# Robert Fuller (Schauspieler)
Robert Fuller, eigentlich Leonard Leroy Lee, genannt Buddy Lee (* 29. Juli 1933 in Troy, New York) ist ein US-amerikanischer Schauspieler. Bekannt wurde er in den 1960er Jahren als Darsteller des Jess Harper in der Western-Serie Am Fuß der blauen Berge. Insgesamt war seine Schauspielkarriere durch Rollen in Western-Serien geprägt.

## Leben
Leonard Leroy „Buddy“ Lee machte schon früh in seiner Jugend Erfahrungen mit dem Schauspiel und dem Tanzen, da seine Eltern eine Tanzschule betrieben. 1952 zog er mit seiner Familie nach Hollywood, wo er zunächst als Stuntman und Schauspieler arbeitete. Während dieser Zeit legte er sich den Künstlernamen Robert Fuller zu.
In der folgenden Zeit spielte er kleine Rollen in einigen Spielfilmen. Unter anderem nahm er eine kleine Rolle in dem erfolgreichen Spielfilm Blondinen bevorzugt mit Marilyn Monroe wahr. Seine Schauspielkarriere wurde 1953 bis 1955 unterbrochen, da er als Soldat zum Koreakrieg eingezogen wurde.
Nach seinem Militärdienst war er weiterhin als Schauspieler tätig und bekam seine ersten größeren Rollen, wodurch seine Popularität immer mehr stieg. Er hatte diverse Gastrollen in Fernsehserien, bevor er mit Am Fuß der blauen Berge seine erste eigene Serie erhielt, in der er den Charakter des Jess Harper verkörperte. Nachdem diese Serie 1963 ausgelaufen war, spielte er bis 1966 die Hauptrolle in der Serie Wagon Train. In den folgenden Jahren verebbte die Western-Phase des amerikanischen Fernsehens, und Fuller bekam immer weniger Rollen. 1966 wirkte er als Vin in dem erfolgreichen Spielfilm Die Rückkehr der glorreichen Sieben mit.
Auf Druck eines Produzenten übernahm Robert Fuller ab 1971 die Rolle des Dr. Kelly Brackett der erfolgreichen Fernsehserie Notruf California, die 1979 auslief.
In den 1980er und 1990er Jahren war Fuller nur noch als Gaststar in diversen Serien zu sehen. Seinen letzten Auftritt hatte er in der letzten Episode von Walker, Texas Ranger mit Chuck Norris. Anschließend zog er sich vollständig von der Schauspielerei zurück.
Robert Fuller ist in zweiter Ehe verheiratet und hat drei Kinder aus erster Ehe. Mit seiner heutigen Ehefrau Jennifer Savidge lebt er heute auf einer eigenen Ranch in Texas.

## Trivia
- Robert Fuller hat auf dem Walk Of Fame in Hollywood den Stern bei 6608 Hollywood Blvd.
- Die deutsche Jugendzeitschrift Bravo veröffentlichte 1963 und 1969 jeweils einen Starschnitt mit Robert Fuller. Dieselbe Zeitschrift verlieh ihm zwischen 1963 und 1967 insgesamt fünfmal den Leserpreis Otto.

## Filmografie (Auswahl)
- 1952: Die letzte Entscheidung (Above and Beyond)
- 1953: Der Cowboy von San Antone (San Antone)
- 1958: Dezernat M (M Squad, Fernsehserie, Folge 2x05)
- 1958: Rin-Tin-Tin (Fernsehserie, Folge 5x10)
- 1959: Lawman (Fernsehserie, Folgen 1x27, 1x39)
- 1959–1963: Am Fuß der blauen Berge (Laramie, Fernsehserie, 121 Folgen)
- 1959–1965: Wagon Train (Fernsehserie, 60 Folgen)
- 1966: Die Rückkehr der glorreichen Sieben (Return of the Seven)
- 1967: Big Valley (The Big Valley, Fernsehserie, Folge 3x03)
- 1967: Mittsommernacht
- 1967, 1971: Die Leute von der Shiloh Ranch (The Virginian, Fernsehserie, Folgen 5x26, 9x19)
- 1968: Der Tod im roten Jaguar
- 1969: Eine Witwe mordet leise (What Ever Happened to Aunt Alice?)
- 1970: Kobra, übernehmen Sie (Mission: Impossible, Fernsehserie, Folge 5x06)
- 1971: Hard Rider (The hard ride)
- 1972–1978: Notruf California (Emergency! Fernsehserie, 128 Folgen)
- 1979: Die Weiche steht auf Tod (Disaster on the Coastliner) (Fernsehfilm)
- 1982, 1985: Love Boat (The Love Boat, Fernsehserie, Folgen 5x13, 8x18)
- 1983, 1986: Ein Colt für alle Fälle (The Fall Guy, Fernsehserie, Folgen 3x10, 5x14)
- 1988: NAM – Dienst in Vietnam (Tour of Duty, Fernsehserie, Folge 1x15)
- 1988: Mord ist ihr Hobby (Murder, She wrote, Fernsehserie, Folge 4x22)
- 1990: Von allen Geistern besessen! (Repossessed)
- 1993: Alaska Kid (The Alaska Kid, Fernsehserie, Folge 1x10)
- 1993: Die Abenteuer des Brisco County jr. (The Adventures of Brisco County, Jr, Fernsehserie, Folgen 1x01, 1x04)
- 1994: Maverick – Den Colt am Gürtel, ein As im Ärmel (Maverick)
- 1995: Kung Fu – Im Zeichen des Drachen (Kung Fu: The Legend Continues, Fernsehserie, Folge 3x06)
- 1995: Renegade – Gnadenlose Jagd (Renegade, Fernsehserie, Folge 4x06)
- 1997: Seinfeld (Fernsehserie, Folge 8x13, Sprechrolle)
- 1997–2000: Diagnose: Mord (Diagnosis Murder, Fernsehserie, Folgen 5x03, 7x13)
- 1997, 2000–2001: Walker, Texas Ranger (Fernsehserie, Folgen 6x07, 8x14, 9x22–9x23)
- 1998: Viper (Fernsehserie, Folge 2x19)
- 2001: JAG – Im Auftrag der Ehre (JAG, Fernsehserie, Folge 6x16)